# Lodewijk Schelfhout

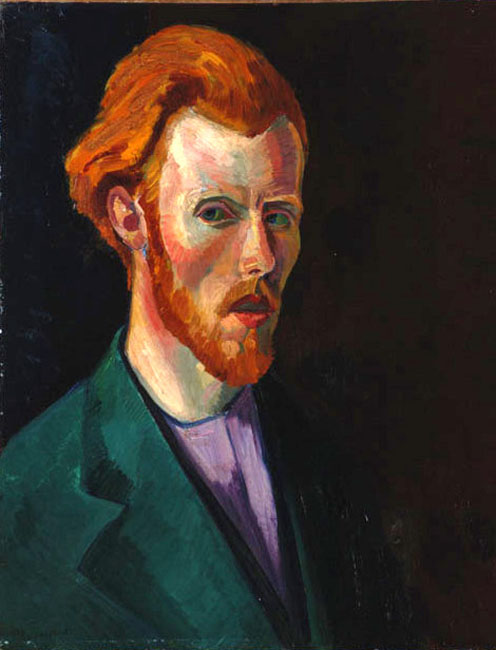
Zelfportret, 1909

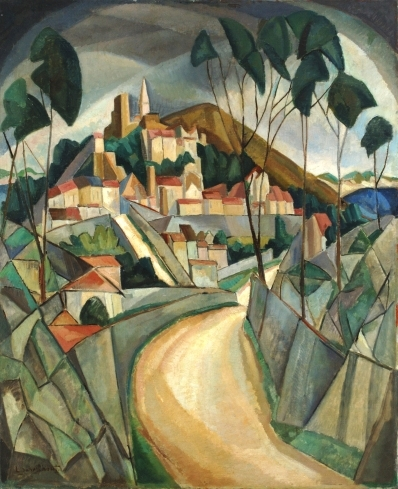
Les Angles, 1912

Lodewijk Schelfhout (* 23. August 1881 in Den Haag; † 5. November 1943 in Amstelveen) war ein niederländischer Maler und Grafiker.

## Leben
Lodewijk Schelfhout war ein Enkel des niederländischen Landschaftsmalers Andreas Schelfhout, sein Vater Henri Schelfhout hatte als Opernsänger reüssiert, seine Mutter hatte das Taufkleid für das Niederländische Königshaus geschneidert. Die Familie Schelfhout war befreundet mit den Gebrüdern der Malerfamilie Maris.
Nach dem Besuch der Kunstschule in Haarlem musste Lodewijk Schelfhout selbst für seinen Lebensunterhalt sorgen und zog im Jahr 1900 als Kunstmaler und Klavierlehrer nach Lüdenscheid. Zwischen 1903 und 1913 hielt er sich unter den Künstlern des Café du Dôme am Montparnasse auf. Er schuf sich zunächst malerische Vorbilder in Paul Cézanne und Vincent van Gogh und adaptierte unter dem Einfluss von Henri Le Fauconnier den Kubismus. In Paris konnte er 1907 und im Folgejahr im Salon des Indépendants ausstellen, 1911 war er in den Salles cubistes vertreten. Mit Hermann Lismann malte er im Sommer 1911 in Les Angles in Südfrankreich. Er wohnte mit dem Maler Conrad Kickert in der Rue de Départ 26, als im Dezember 1911 Piet Mondrian bei ihnen einzog. 1912 führte ihn Jacobus Gerardus Veldheer in die Kaltnadelradierung ein.
Schelfhout ging 1913 zurück in die Niederlande, wohnte in Hilversum und war nun der erste niederländische Kubist. Herwarth Walden stellte von ihm 1913 in Berlin zwei Radierungen und das kubistische Bild Fantasie sur la Provence (1912) auf dem Ersten Deutschen Herbstsalon aus. Seine erste Einzelausstellung hatte er 1915 in Stedelijk Museum in Amsterdam.
Im Jahr 1919 hielt er sich für fünf Monate in Korsika auf. 1920 wurde er gemeinsam mit u. a. Jan Toorop, Bernard Essers, Henri van der Stok und Matthieu Wiegman in Domburg gezeigt. 1925 wurden Bilder von ihm bei der Weltausstellung, der Exposition internationale des Arts Décoratifs et industriels modernes, in Paris gezeigt. Schelfhout experimentierte nun auch mit Keramik im Stil des Art déco und erstellte über zweihundert graphische Arbeiten. Schelfhout hatte seit dem Ersten Weltkrieg vermehrt kirchliche Auftraggeber und konvertierte 1927 auch offiziell zum Katholizismus.
Von seinen Ölbildern, die 1920 noch in seinem Besitz waren, zerstörte er in dem Jahr die meisten. Das Kröller-Müller Museum besitzt das kubistische Bild Het meer (1913). Das Bild Der Traum (1918 oder 1919) wurde von der Berliner Nationalgalerie angekauft. Es wurde 1937 als Entartete Kunst beschlagnahmt und ging im Bestand des Reichspropagandaministeriums 1945 in Güstrow verloren.